# Glacier de l'Aup
Le glacier de l'Aup est l'un des derniers glaciers de la vallée du Valgaudemar dans les Alpes françaises. Le glacier de l'Aup a perdu près de 40 % de sa surface en moins de 20 ans, suivant ainsi la tendance observée depuis 20 ans dans les Alpes à cause du réchauffement climatique.

## Situation géographique
Le glacier de l'Aup est entouré d'un cirque de sommets et de cols qui forment un fer à cheval par leur position les uns par rapport aux autres : 
- col de Londonnière ou du Sellon ;
- crête de l'Eyssarassou ;
- pic de Mal Cros (3 116 mètres) ;
- col de Navette ;
- brèche de l'Homme étroit (3 056 mètres) ;
- têtes de Mal Cros (3 084 mètres) ;
- col de Mal Cros (3 027 mètres) ;
- pointe des Moutières (3 052 mètres) ;
- col de Méande (2 772 mètres).

## Le ruisseau de Navette
Le ruisseau de Navette est le ruisseau formé par la fonte du glacier de l'Aup. Il rejoint le torrent du Jas du Seigneur à l'altitude de 1 456 mètres. Ce ruisseau est ensuite rejoint par le torrent de la Buffe au niveau de l'ancien village de Navette.

## La cabane de l'Aup
La cabane de l'Aup est une cabane de berger qui se situe à la fin du sentier balisé de Navette. Après la cabane, il faut escalader des parois rocheuses pour atteindre le glacier de l'Aup.
Au niveau de la cabane, on peut apercevoir le torrent de Navette et le début du glacier de l'Aup.